# Salt Lake City (Schiff)
Die USS Salt Lake City (CA-25) war ein Schwerer Kreuzer der United States Navy und das zweite Schiff der aus zwei Einheiten bestehenden Pensacola-Klasse. Der Kreuzer wurde am 9. Juni 1927 auf der Werft der New York Shipbuilding Corporation in Camden (New Jersey) auf Kiel gelegt und lief am 23. Januar 1929 von Stapel. Die Indienststellung erfolgte am 11. Dezember 1929. Benannt wurde das Schiff nach der Stadt Salt Lake City im US-Bundesstaat Utah.

## Umbauten und Modifikationen
Im Verlauf der Dienstzeit erfuhr die USS Salt Lake City, vor allem nach Ausbruch des Zweiten Weltkrieges, eine ständige Verstärkung der Flugabwehr. Waren bei der Indienstnahme nur vier einzelne 12,7-cm-Flak an Bord untergebracht – diese standen zu beiden Seiten des achteren Schornsteins –, so wurden 1939 vier weitere 12,7-cm-Geschütze in Einzelaufstellung links und rechts neben den Brückenaufbauten eingebaut. Zudem wurde die leichte und die mittlere Flak laufend verstärkt: Im November 1941 erhielt der Kreuzer acht 28-mm-Flak L/75 in zwei Vierlingslafetten; ab Frühjahr 1942 kamen zwei weitere derartige Flakvierlinge hinzu sowie acht einzeln aufgestellte 20-mm-Kanonen. 1943 wurden die 28-mm-Kanonen schließlich durch 16 40-mm-Flak in vier Vierlingslafetten ersetzt und die Zahl der 20-mm-Kanonen ständig erhöht. Gegen Kriegsende führte die USS Salt Lake City insgesamt 16 40-mm-Flak und 21 20-mm-Flak.
Von Beginn der Dienstzeit führte die USS Salt Lake City zeitweilig ferner sechs 53,3-cm-Torpedorohre mit sich, die an Oberdeck – etwa auf der Höhe des hinteren Schornsteins – in drehbaren Drillingsrohrsätzen aufgestellt waren. Die Torpedobewaffnung wurde jedoch 1936 wieder von Bord gegeben, nachdem man in der Admiralität zu der Ansicht gelangt war, dass ein Kreuzer keine Torpedobewaffnung benötigen würde. Torpedoangriffe sollten die Aufgabe der Zerstörerkräfte sein.
Der Kreuzer besaß seit seiner Indienstnahme ferner zwei Katapulte und führte vier Wasserflugzeuge des Typs Vought O3U „Corsair“ mit sich, welche ab 1942/43 durch zwei moderne Curtiss SOC „Seagull“ ersetzt wurden. Ab 1945 waren zeitweilig auch Amphibienflugzeuge der Baureihe Curtiss SC „Seahawk“ an Bord der USS Salt Lake City im Einsatz.

## Bautechnische Besonderheiten und Seetauglichkeit
Die schwere Hauptartillerie der USS Salt Lake City bestand aus zehn 20,3-cm-Seezielgeschützen in vier Türmen, zwei Drillings- und zwei Zwillingstürmen. Je ein Zwillings- und ein Drillingsturm waren vor und hinter den Aufbauten installiert. Die Besonderheit war allerdings, dass der Drillingsturm sich in der überhöhten Position über dem Zwillingsturm befand, was wegen des höheren Gewichts – ein Drillingsturm wog etwa 254 Tonnen, ein Zwillingsturm nur 190 Tonnen – und damit der Heraufsetzung des Schwerpunktes eher unüblich war.
Diese Anordnung der Türme war jedoch ein Zugeständnis an die Rumpfform des Schiffes. Da der Drillingsturm eine größere Barbette als der Zwillingsturm benötigte, hätte die Back breiter angelegt werden müssen. Ziel war es aber, das Vorschiff möglichst schnittig und schmal zu halten, um eine höhere Geschwindigkeit und einen geringeren Widerstandswert des Rumpfes zu erlangen. In der Tat zeigte sich, dass dieses Konzept letztlich aufging. Der Kreuzer erwies sich als verhältnismäßig schnell und besaß gute Seeeigenschaften. Das Vorschiff dieser Klasse galt als weniger von Seeschlag betroffen als das von manch anderen Schiffen.

## Vorkriegszeit
Nach der Indienststellung verlief die Einsatzzeit der USS Salt Lake City zunächst relativ ereignislos. Das Schiff pendelte zwischen der West- und der Ostküste der USA hin und her und diente bei verschiedenen Geschwadern. Von Oktober 1933 bis Januar 1934 wurde der Kreuzer in Bremerton einer Grundüberholung unterzogen und nahm 1936, als Teil des 4. Kreuzergeschwaders, an ausgedehnten Manövern vor der kalifornischen Küste teil; dabei erzielte die Bedienmannschaft der Torpedobewaffnung der USS Salt Lake City das beste Torpedo-Schießergebnis, das jemals von einer amerikanischen Kreuzerbesatzung erzielt wurde. 1939 unternahm das Schiff eine längere Reise durch die Karibik und besuchte unter anderem Trinidad, Kuba und Haiti.
Unmittelbar vor Kriegsausbruch 1939 verlegte das Schiff wieder in den Pazifik und besuchte 1940, als Teil der US-Pazifikflotte, Wake und Guam. Im August 1941, etwa dreieinhalb Monate vor dem Angriff der Japaner auf Pearl Harbor, unternahm der Kreuzer zudem eine Fahrt nach Brisbane in Australien. Danach gehörte die Salt Lake City zur Task Force 8 und übernahm ab Herbst 1941, als Teil der Sicherung des Flugzeugträgers Enterprise, Versorgungsfahrten nach Wake Island, wobei vor allem Flugzeuge, Ersatzteile, Munition und Betriebsstoffe transportiert wurden.

## Zweiter Weltkrieg
Zum Zeitpunkt des japanischen Angriffs auf Pearl Harbor am 7. Dezember 1941 befand sich die USS Salt Lake City auf dem Rückmarsch von einer Transportmission nach Wake; der Kreuzer lief am 8. Dezember in den noch in Rauch gehüllten und teils brennenden Hafen von Pearl Harbor ein und übernahm Treibstoff aus den unversehrt gebliebenen Öldepots, welche die Japaner nicht attackiert hatten. Danach bezog das Schiff eine Wachposition vor Oʻahu.
Bis zum 31. Dezember 1941 verblieb der Kreuzer in den Gewässern um Hawaii und übernahm Sicherungsaufgaben, da man zeitweilig mit weiteren japanischen Attacken rechnete; im Anschluss daran übernahm die USS Salt Lake City im Januar 1942 eine Nachschubfahrt nach Midway und nach Samoa. Von dort aus nahm der Kreuzer ab dem 25. Januar 1942 an der anlaufenden US-Offensive gegen die Marshall- und die Gilbertinseln teil.

### Der Angriff auf Wotje

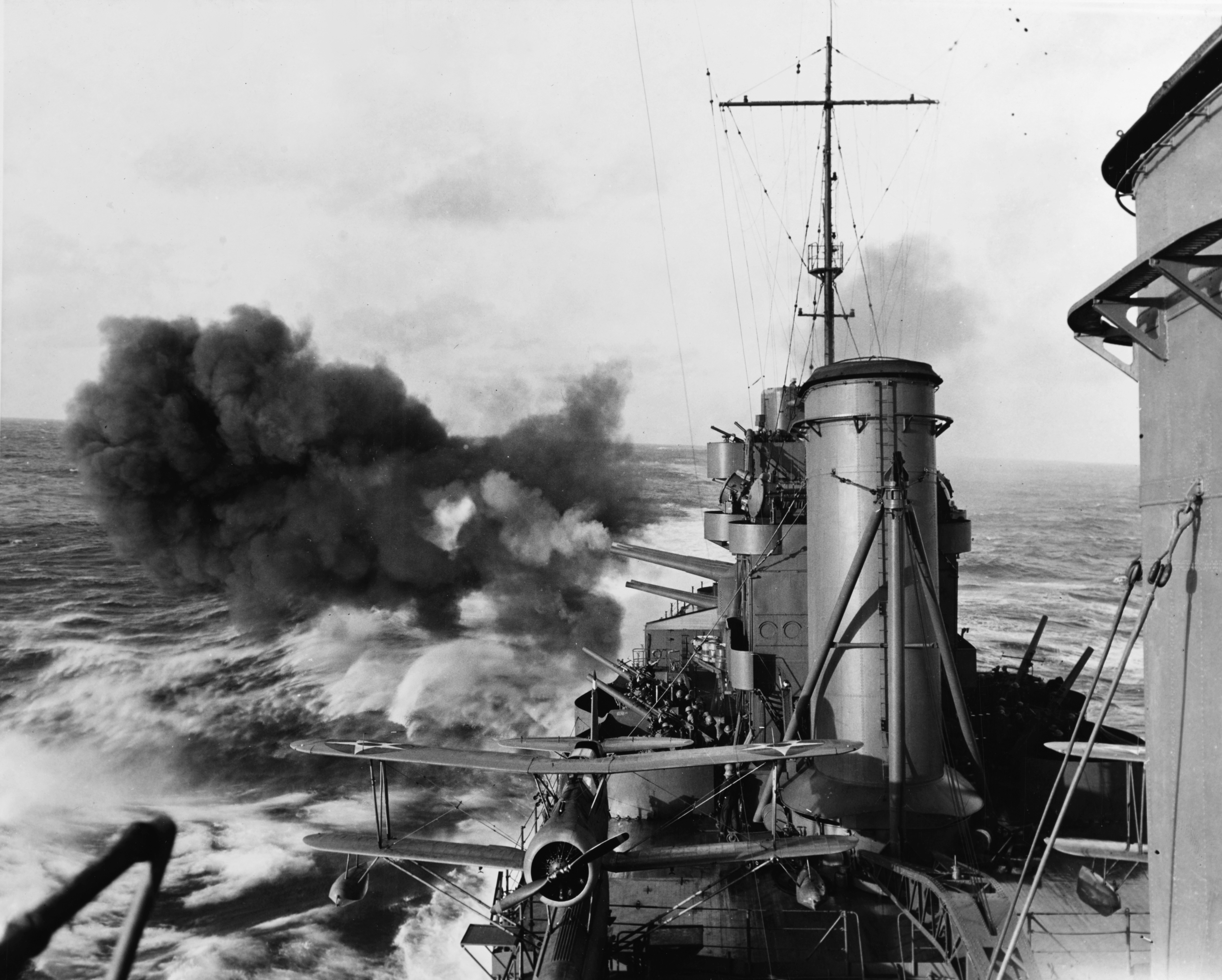
Die Salt Lake City beschießt Landziele auf Wotje

Während US-Trägerflugzeuge der Task Force 8 und der Task Force 17 – insgesamt kamen die beiden Flugzeugträger Enterprise und Yorktown sowie fünf Kreuzer und neun Zerstörer zum Einsatz – die japanischen Einrichtungen auf den Atollen Wotje, Maloelap und Kwajalein bombardierten, ging die Salt Lake City (als Teil der Task Group 8.1 von Konteradmiral Raymond A. Spruance), gemeinsam mit dem Schweren Kreuzer Northampton und dem Zerstörer Dunlap, dicht an die Küste von Wotje heran und beschoss die japanischen Küstenstellungen mit ihren 20,3-cm-Geschützen. Die Granaten der Salt Lake City waren die ersten US-Artilleriegeschosse, die im Zweiten Weltkrieg auf japanisch kontrolliertes Territorium fielen.
Das japanische Abwehrfeuer fiel zunächst sehr gering aus, auf dem Rückweg von der Beschießungsmission wurde die Task Group 8.1 jedoch von japanischen Bombern attackiert. Zwei Bomben verfehlten die USS Salt Lake City dabei nur knapp. Im Gegenzug konnte die Flak des Kreuzers jedoch mindestens ein angreifendes Flugzeug abschießen.
Der Angriff auf die Marshall- und die Gilbertinseln fügte den Japanern nur eher geringeren materiellen Schaden zu – lediglich sieben Hilfs- oder Transportschiffe wurden mehr oder minder stark beschädigt, zudem waren die Schäden an Land schnell behoben –, allerdings stärkte diese erste US-Offensive im Pazifik die Moral der Amerikaner erheblich.

### Der Doolittle-Raid
Hauptartikel: Doolittle Raid
Nach dem Angriff auf die Marshall- und Gilbert-Inseln verlegte die Salt Lake City zunächst nach Pearl Harbor zurück. Am 8. April 1942 verließ der Kreuzer den Hafen wieder und deckte ab dem 13. April – als Teil der neu aufgestellten Task Force 16 – den Angriff der von Lieutenant Colonel James H. Doolittle kommandierten B-25-Heeresbomber, welche vom Deck des Trägers Hornet aus aufgestiegen waren, auf Ziele auf der japanischen Mutterinseln. Die Salt Lake City sichtete dabei als erstes Schiff des Verbandes japanische Vorpostenboote und informierte die Kampfgruppe darüber, dass die Japaner sie vorzeitig entdeckt hatten. Dies führte dazu, dass die Bomber früher als geplant starten mussten.
Nach dem Abheben der Bomber musste sich der Kreuzer – wie auch der Rest des US-Geschwaders – vor der schnell herannahenden und weit überlegenen japanischen Trägerflotte zurückziehen und erreichte am 25. April unversehrt wieder den Hafen von Pearl Harbor.

### Operation „Watchtower“: Die Offensive gegen die Salomonen
Nach der Niederlage der japanischen Trägerflotte bei Midway im Sommer 1942 begannen die Japaner verstärkt mit der Anlage von Flugfeldern auf den vorgelagerten und von ihnen eroberten Inseln des Südwestpazifik, um den Verlust der vier Flugzeugträger bei Midway kompensieren zu können. Diese Entwicklung bewog die US-Admiralität, eine großangelegte Gegenoffensive gegen japanische Einrichtungen in diesem Gebiet zu beginnen. Zugleich sollte der Seeweg nach Australien durch eine Rückeroberung der Salomonen gesichert und vor japanischen Luftangriffen geschützt werden. Ziel der Amerikaner waren zunächst die Salomonen-Inseln Tulagi und Guadalcanal, um welche sich später die langwierigste Schlacht des Pazifikkrieges entwickeln sollte. Der Deckname für diese Operation war „Watchtower“.
Als Teil der Task Force 18 (Konteradmiral Leigh Noyes) und als Sicherung des Flugzeugträgers Wasp nahm die Salt Lake City ab dem 7. August 1942 an der Operation teil; sie verblieb bis zur Versenkung der Wasp durch ein japanisches U-Boot am 15. September 1942 auf einer Position südöstlich von Guadalcanal. Ende September 1942 wurde der Kreuzer schließlich in den unmittelbaren Kampfraum vor Guadalcanal verlegt, um dort die nachts operierenden japanischen Flottenkräfte zu bekämpfen, die fast jede Nacht die US-Marines auf der Insel beschossen.

### Das Nachtgefecht bei Cape Esperance
Hauptartikel: Schlacht von Cape Esperance
Als in der zweiten Oktoberwoche von der amerikanischen Luftaufklärung das Herannahen eines neuen japanischen Beschießungsverbandes – er bestand aus den drei Schweren Kreuzern Furutaka, Kinugasa und Aoba sowie zwei Zerstörern und stand unter dem Kommando von Konteradmiral Gotō Aritomo – gemeldet wurde, entsandten die Amerikaner die eilig zusammengestellte Task Force 64 (Konteradmiral Norman C. Scott), zu welcher neben der Salt Lake City auch der Schwere Kreuzer San Francisco, die Leichten Kreuzern Boise und Helena sowie fünf Zerstörer gehörten, um die Japaner abzufangen.
In der Nacht des 11./12. Oktober 1942 stellten die Amerikaner, durch Radar geleitet, die japanische Kampfgruppe nördlich von Cape Esperance. Die Japaner wurden völlig überrascht und erlitten schwere Verluste: Der Kreuzer Furutaka und der Zerstörer Fubuki sanken im Artilleriefeuer des US-Verbandes, die beiden anderen Kreuzer erlitten teils starke Beschädigungen. Bei den Amerikaner ging nur ein Zerstörer verloren, mehrere andere Schiffe wurden aber mehr oder minder stark beschädigt.
Im Verlauf der nur knapp 40 Minuten dauernden Schlacht, sie endete mit einem eindeutigen Sieg der Amerikaner und dem Rückzug der Japaner, verfeuerte die USS Salt Lake City 150 20,3-cm-Granaten, teilweise auf Entfernungen von weniger als 2.000 Metern. Die zeitweilig sehr geringe Kampfentfernung führte dazu, dass schätzungsweise 30 Prozent aller abgefeuerten Granaten trafen. Vermutlich trafen vier Granaten des Kreuzers allerdings irrtümlich auch den Zerstörer USS Duncan, der in der Dunkelheit und im Chaos der Schlacht zwischen den Gefechtslinien umherirrte. Selbst erhielt die USS Salt Lake City drei 20,3-cm-Treffer von den japanischen Schiffen, die vier Besatzungsangehörige töteten und 21 verwundeten.
Nach der Schlacht ging der beschädigte Kreuzer nach Hawaii und wurde dort repariert sowie einer viermonatigen Grundüberholung unterzogen. Dabei wurden zudem die 28-mm-Flak durch 40-mm-Flak ersetzt. Danach verlegte die USS Salt Lake City in den Nordpazifik zur Task Force 8, um an der anlaufenden US-Kampagne gegen die Aleuten teilzunehmen.

### Die Seeschlacht bei den Komandorski-Inseln
Hauptartikel: Seeschlacht bei den Komandorski-Inseln
Bereits Mitte März 1943 entdeckte die amerikanische Funkbeobachtung, dass die Japaner, nachdem ein einzeln fahrender Transporter zuvor von der US-Navy versenkt worden war, einen stark gesicherten Nachschubkonvoi nach den Aleuten entsenden wollten. Die Amerikaner zogen daraufhin die sogenannte Task Group „Mike“ (eigentlich Task Group 16.6) unter dem Befehl von Konteradmiral Charles H. McMorris zusammen, um die Japaner abzufangen. Die Task Group „Mike“ bestand aus der USS Salt Lake City – dem Flaggschiff von Konteradmiral McMorris –, dem Leichten Kreuzer USS Richmond und vier Zerstörern.
Der US-Verband konnte den japanischen Konvoi in den Morgenstunden des 27. März 1943, etwa gegen 7.30 Uhr, mit dem Radar erfassen. Dabei entdeckten die Amerikaner, dass die japanische Konvoisicherung stärker war als erwartet: Neben den beiden Schweren Kreuzern Nachi und Maya deckten noch die beiden Leichten Kreuzer Tama und Abukuma sowie fünf Zerstörer den aus drei Frachtern bestehenden Geleitzug. Trotz der gegnerischen Übermacht entschied sich Konteradmiral McMorris jedoch zum Angriff auf den Konvoi.
Gegen 8.40 Uhr eröffneten beide Seiten fast zeitgleich das Feuer aufeinander, zuvor hatten die Japaner allerdings ihre drei Transportschiffe mit einer schwachen Eskorte abdrehen lassen. Die USS Salt Lake City konzentrierte ihr Feuer zunächst auf den Schweren Kreuzer Nachi und gabelte diesen bereits mit ihrer zweiten Salve ein – auf eine Entfernung von fast 20 Kilometern. Um 8.50 Uhr traf eine 20,3-cm-Granate des Kreuzers die Brückenstruktur der Nachi und verursachte schwere Personalverluste. Bis 8.52 Uhr erzielte die USS Salt Lake City noch zwei weitere Treffer auf der Nachi, die deren Bordstromnetz zusammenbrechen ließen und die Feuerleitung störten. Der japanische Kreuzer scherte aus der Formation aus, fiel zurück und war zunächst – bis etwa 9.30 Uhr – außer Gefecht gesetzt.

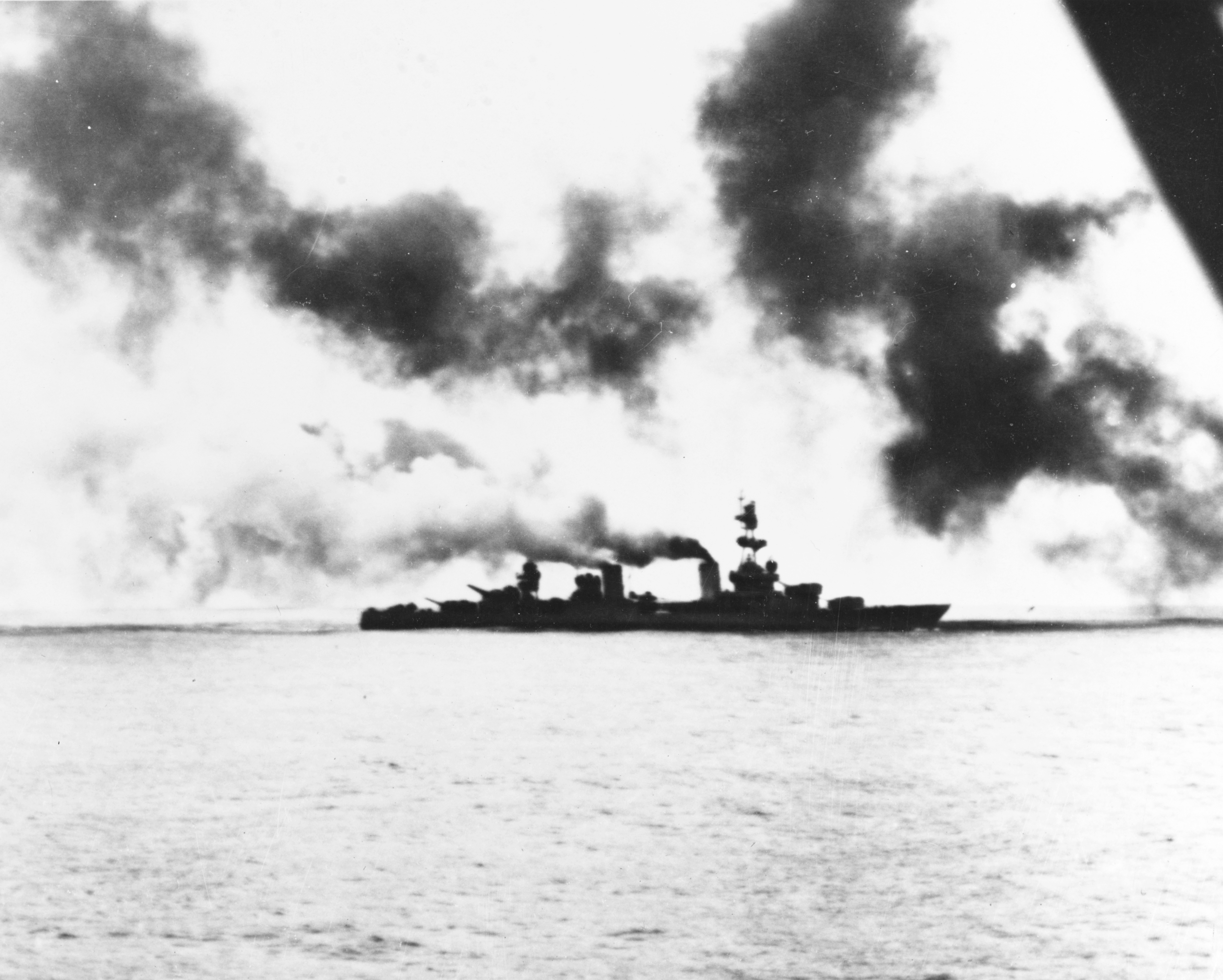
Die Salt Lake City während der Schlacht

Danach jedoch konzentrierten die Japaner ihr Feuer auf die Salt Lake City und erzielten mehrere Treffer: Um 9.10 Uhr traf eine 20,3-cm-Granate des Kreuzers Maya das Steuerbord-Katapult, setzte dort das abgestellte Flugzeug in Brand, tötete zwei Besatzungsmitglieder und verwundete fünf. Zehn Minuten später schlug eine weitere 20,3-cm-Granate mittschiffs ein, tötete zwei weitere Seeleute und riss ein Loch auf Höhe der Wasserlinie in die Bordwand; hierdurch entstanden einige Wassereinbrüche, welche die Höchstfahrt auf etwa 26 Knoten herabsenkten. Danach stellten beide Seiten den Kampf für etwa eine Viertelstunde ein, da die Entfernung zu groß geworden war.
Gegen 9.30 Uhr wurde das Gefecht fortgesetzt, beide Verbände erzielten aber wegen der immer noch sehr großen Distanz keine Treffer; dennoch tauschten beide Geschwader weiter Breitseiten aus. Kurz nach 10 Uhr fiel jedoch auf der USS Salt Lake City die Rudermaschine zeitweilig aus, eine Folge der zahlreichen Naheinschläge und der Erschütterungen durch die eigenen Salven. Dadurch konnte der Kreuzer seinen Kurs nicht mehr halten und wurde rasch zur Zielscheibe für die Japaner. In dieser prekären Lage erhielt die USS Salt Lake City vier weitere 20,3-cm-Treffer – darunter einen Blindgänger –, welche starke Wassereinbrüche und eine Schlagseite von etwa fünf Grad verursachten. Ein von den US-Zerstörern gelegter Rauchschleier bewahrte den Kreuzer vor schlimmeren Schäden.
In der Folgezeit ereignete sich auf der USS Salt Lake City jedoch ein schwerwiegender Zwischenfall: Bei dem Versuch, die Schlagseite durch das Fluten von gegenüberliegenden Kammern auszugleichen, geriet Seewasser in die Ölbunker. Dadurch erstickten die Flammen in den Kesseln, und der Kreuzer verlor rapide an Fahrt. Um 11.54 Uhr lag die USS Salt Lake City schließlich bewegungsunfähig im Wasser. In dieser äußerst kritischen Situation – die USS Richmond näherte sich bereits, um notfalls die Besatzung übernehmen zu können – befahl Konteradmiral McMorris seinen Zerstörern einen Torpedoangriff zur Entlastung. Dieser zwang die Japaner zum Abdrehen und verschaffte der USS Salt Lake City die dringend benötigte Atempause; um 12 Uhr konnte sich das Schiff wieder mit etwa 8 Knoten Höchstfahrt bewegen, nachdem die Heizmannschaften wieder die Brennerfeuer hatten aktivieren können.
In dieser für die Amerikaner immer noch prekären Lage – beide US-Kreuzer hatten etwa 85 Prozent ihrer Munition verschossen, zudem war die USS Salt Lake City stark angeschlagen – drehten die zahlenmäßig überlegenen Japaner jedoch plötzlich bei, stellten um 12.04 Uhr das Feuer ein und liefen mit hoher Fahrt vom Kampffeld ab. Was die Amerikaner nicht wussten: Die Japaner, die der Task Group „Mike“ den Todesstoß hätten versetzen können, hatten ebenfalls bereits den Großteil ihrer Munition verschossen und rechneten zudem mit dem Auftauchen amerikanischer Luftstreitkräfte.

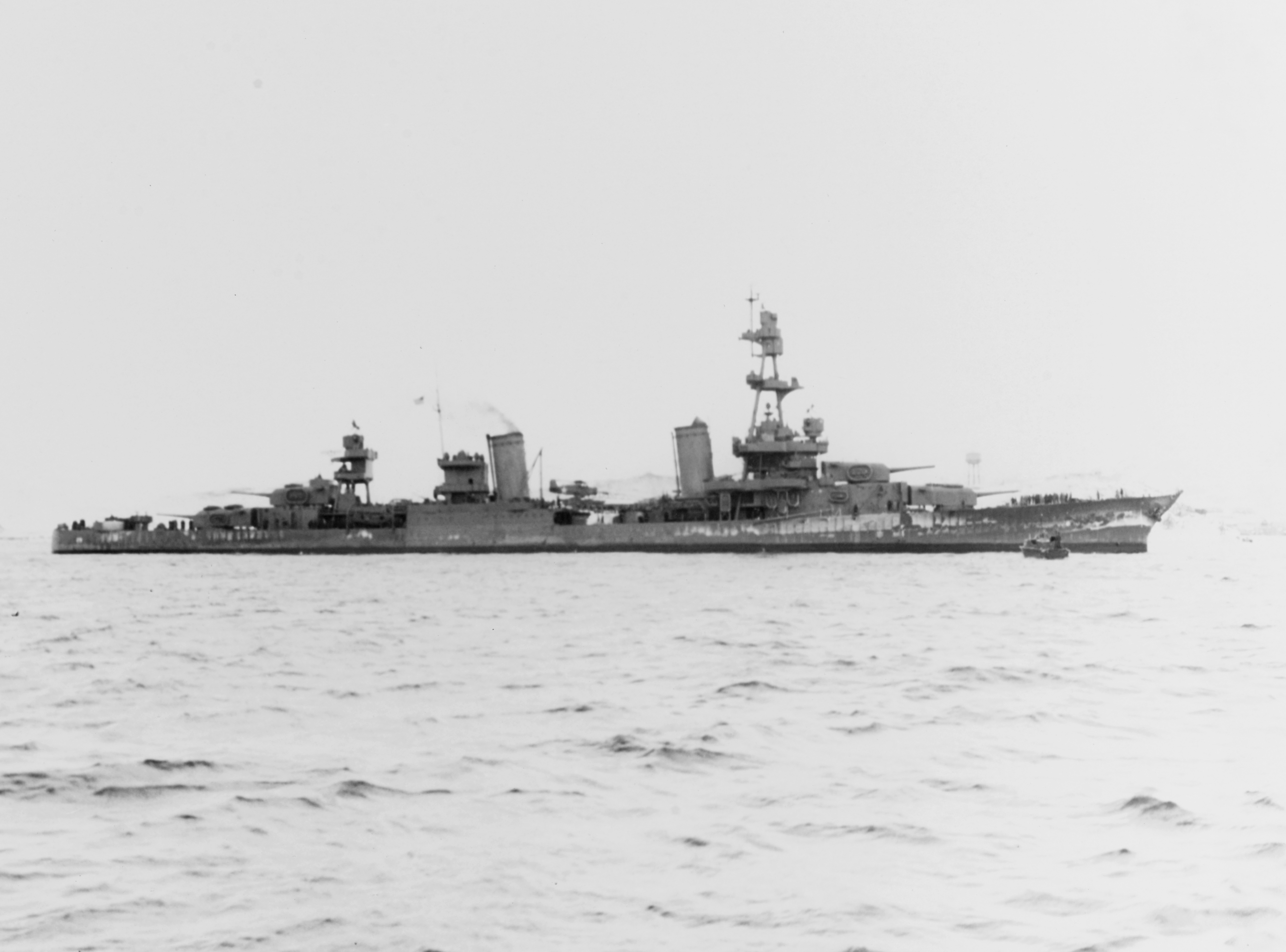
Die Salt Lake City nach der Schlacht

Obwohl die Schlacht letztlich unentschieden endete, konnte die Task Group „Mike“ insofern einen strategischen Erfolg erzielen, da die Japaner ihre Versorgungsfahrt nach den Aleuten abbrachen. Insgesamt hatte die USS Salt Lake City in dem mehr als drei Stunden dauernden Gefecht 806 20,3-cm-Granaten und 95 12,7-cm-Granaten verfeuert, meist auf Entfernungen zwischen 17 und 23 Kilometern. Sie selbst erhielt insgesamt sechs Treffer, die vier Besatzungsangehörige töteten und 15 verwundeten. Zur Behebung der Schäden verlegte der Kreuzer später nach Kalifornien und wurde bis Anfang Mai 1943 bei dem Mare Island Naval Shipyard repariert.

### Einsätze von 1943 bis 1945
Nach der Reparatur der bei den Komandorski-Inseln erlittenen Schäden wurde die USS Salt Lake City wieder in den Nordpazifik detachiert und unterstützte ab dem 14. Mai 1943 die Rückeroberung der Aleuten-Insel Attu von den Japanern und beschoss mehrfach die Nachbarinsel Kiska (die schließlich im Juli 1943 von den Japanern heimlich geräumt wurde).

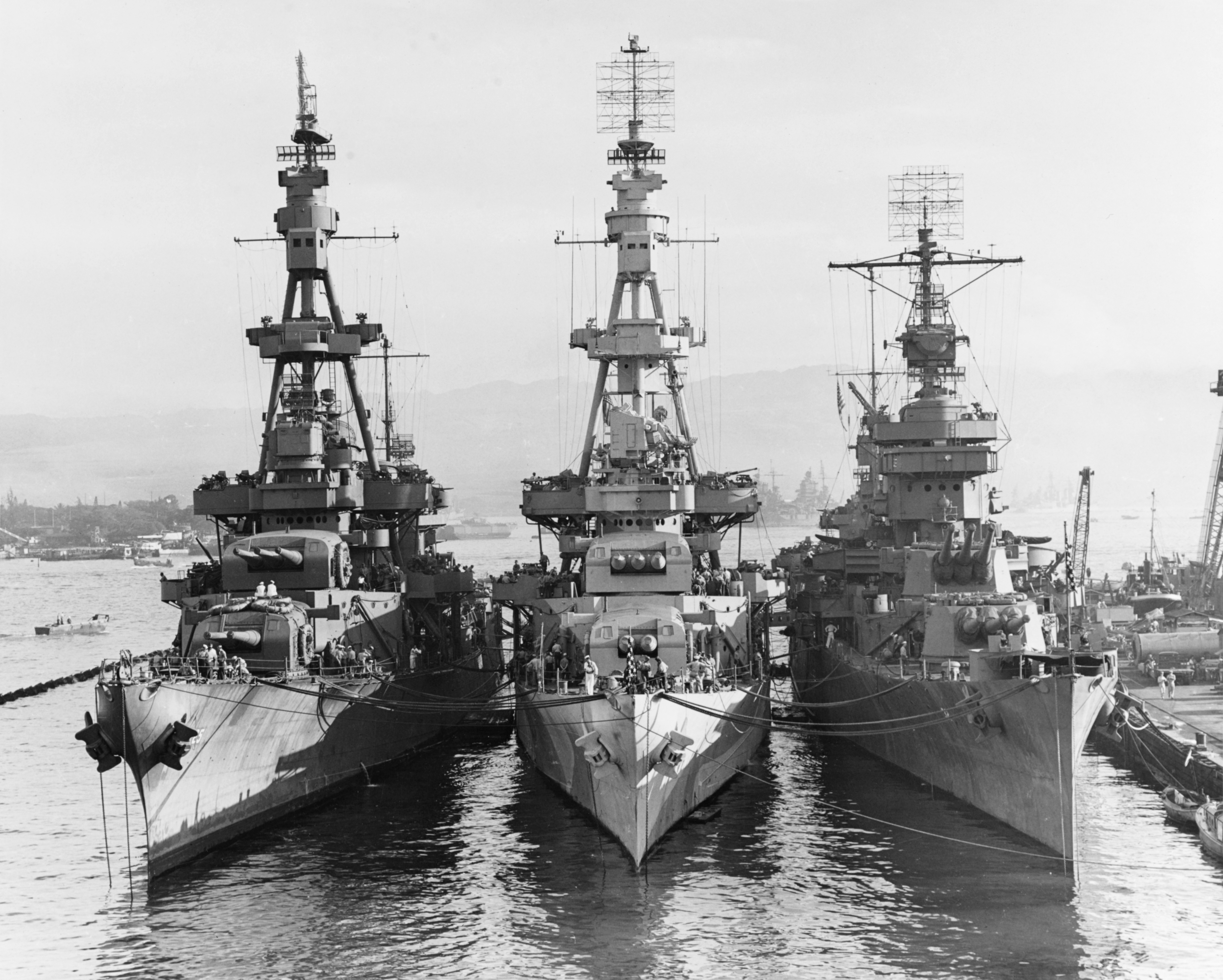
Die Salt Lake City (links im Bild) im Jahre 1943 in Pearl Harbor

Im Anschluss daran wurde die USS Salt Lake City der Task Group 50.3 (Konteradmiral Alfred E. Montgomery) zugeteilt und nahm im November 1943 an der US-Offensive gegen die Gilbertinseln teil. Hierbei beschoss der Kreuzer ab dem 13. November mehrfach das schwer umkämpfte Tarawa-Atoll sowie die dortige Hauptinsel Betio. Insgesamt verfeuerte die USS Salt Lake City dabei 711 20,3-cm-Granaten. Während der Schlacht schoss die Flak des Kreuzers ferner mindestens drei japanische Flugzeuge ab.

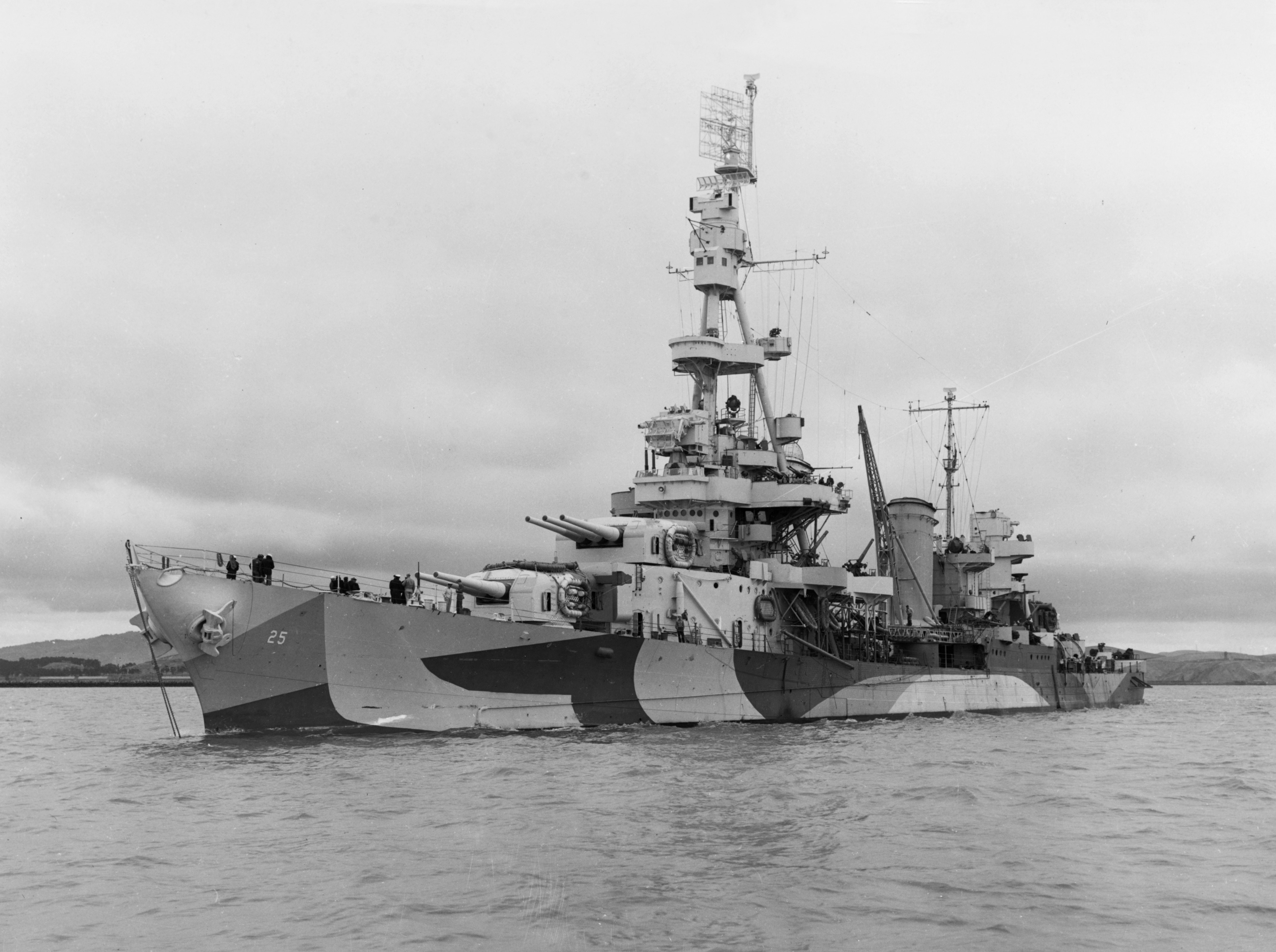
Die Salt Lake City im Jahre 1944

Im Winter 1943/44 wurde das Schiff auch gegen die Marshallinseln eingesetzt und unternahm insgesamt zehn Beschießungsmissionen, alleine Wotje wurde von der USS Salt Lake City vom 2. bis zum 17. Februar 1944 insgesamt sechs Mal angegriffen, wobei 713 20,3-cm-Granaten verschossen wurden. Danach sicherte der Kreuzer mehrere Trägerangriffe gegen das Ulithi-Atoll, Yap und Palau. Nach einer Grundüberholung bei der Mare Island Naval Shipyard vom 7. Mai bis zum 22. Juni 1944 nahm die USS Salt Lake City im August 1944, als Teil der Task Group 12.5 (Konteradmiral A. E. Smith), an einer Beschießungsoperation gegen Wake teil. Obwohl die Insel letztlich von den Japanern bis Kriegsende gehalten werden konnte, wurden die Einrichtungen durch das Bombardement – alleine die USS Salt Lake City feuerte 311 20,3-cm-Granaten und 156 12,7-cm-Granaten auf die Insel ab – weitestgehend zerstört. Der japanische Stützpunkt war somit quasi bedeutungslos geworden, auch wenn er nicht erobert wurde.
Danach sicherte der Kreuzer wieder mehrere Trägerunternehmungen, unter anderem während des Raids gegen Formosa und der See- und Luftschlacht im Golf von Leyte im Oktober 1944. Ab dem 8. November 1944 war die USS Salt Lake City an der Vorbereitung und der Unterstützung der US-Invasion von Iwo Jima beteiligt: Zwischen dem 11. November 1944 und dem 13. März 1945 (die Landung der Amerikaner auf Iwo Jima fand am 19. Februar 1945 statt) beschoss der Kreuzer die Insel mit insgesamt 3.322 20,3-cm-Granaten und 3.969 12,7-cm-Granaten. Zudem wurde ein japanisches Flugzeug vernichtet. Während der Kampagne gegen Iwo Jima wurde allerdings auch eines der Bordflugzeuge der USS Salt Lake City mit seiner aus zwei Mann bestehenden Besatzung abgeschossen.
Auch an der letzten großen Schlacht des Pazifikkrieges – der Schlacht um Okinawa – nahm die USS Salt Lake City teil. Zur Invasionsvorbereitung und später während der Kämpfe, sie dauerten vom 1. April bis zum 30. Juni 1945, verschoss der während dieser Phase zur Task Group 95.3 detachierte Kreuzer insgesamt 9.070 20,3-cm-Granaten, 14.225 12,7-cm-Granaten und 5.770 40-mm-Geschosse. Die Flak konnte außerdem zwei japanische Kamikaze abschießen. Nach der Eroberung Okinawas verlegte der Kreuzer nach Leyte und wurde dort einer Grundüberholung unterzogen.
Im August und September 1945, nach der Kapitulation Japans, beteiligte sich die USS Salt Lake City an der Besetzung japanischer Häfen, so deckte sie unter anderem die Landungen amerikanischer Truppen bei Ōminato und Aomori im nördlichen Honshū. Im Oktober 1945 wurde das Schiff zudem noch im Rahmen der Operation „Magic Carpet“ – dem Rücktransport von amerikanischen Soldaten von allen Kriegsschauplätzen in die USA – eingesetzt.

## Operation „Crossroads“: Das Ende im atomaren Feuersturm
Am 14. November 1945 erging die Order, dass der Kreuzer, gemeinsam mit zahlreichen weiteren Schiffen, bei den geplanten Atomwaffen-Tests auf dem Bikini-Atoll (Operation Crossroads) als Versuchsschiff genutzt werden sollte. Nur mit einer Rumpfcrew versehen, verlegte die USS Salt Lake City deshalb im März 1946 zuerst nach Pearl Harbor und dann nach dem Bikini-Atoll. Dort wurde das Schiff am 1. Juli 1946 beim Atomtest ABLE, rund 820 Meter vom Explosionszentrum entfernt, stark an den Aufbauten beschädigt. Beim zweiten Test, der Unterwasser-Explosion BAKER, welche am 25. Juli 1946 stattfand, wurde der Kreuzer zudem stark radioaktiv verseucht, wenngleich auch die Schäden geringer ausfielen. Die noch schwimmende USS Salt Lake City verblieb zunächst in der Lagune, wurde aber am 29. August 1946 offiziell außer Dienst gestellt.

## Untergang als Zielschiff
Da das Schiff stark mit radioaktiven Substanzen kontaminiert war und eine Verschrottung somit kaum möglich erschien, wurde es im Mai 1948 vor die südkalifornische Küste geschleppt und dort von einer aus 15 Kreuzern und Zerstörern bestehenden Kampfgruppe als Zielschiff genutzt. Zudem warfen Marineflugzeuge mehr als 100 kleinere Bomben (50 – 100 Kilogramm) auf das Schiff ab und beschossen es mit zahlreichen 127-mm-HVA-Raketen. Am 25. Mai 1948 kenterte die USS Salt Lake City schließlich nach zahlreichen Artillerie- und Torpedotreffern etwa 240 Kilometer von der Küste Kaliforniens entfernt und sank. Am 18. Juni 1948 wurde der Kreuzer aus der Flottenliste gestrichen.